# اللغة الهندستانية
اللغة الهندستانية أو اللغة الهندوستانية هي تسمية قديمة للغة الأردية، وهي تسمية كان يستخدمها الإنكليز خاصة.
ويتتبع بعض العلماء الشعر المكتوب الأول للغة، في شكل الهندية القديمة، إلى عام 769 ميلادي. غير أن هذا الرأي غير مقبول عموما. خلال فترة سلطنة دلهي، الذي غطى معظم الهند اليوم، وشرق باكستان، وجنوب نيبال وبنغلاديش والذي أدى إلى الاتصال بين الثقافات الهندوسية والإسلامية، أصبحت قاعدة السنسكريتية وبراكريتية من الهندية القديمة غنية بالكلمات الكلامية من الفارسية، تتطور إلى الشكل الحالي للهندوستانية. أصبحت لغة الهندوستانية العامية تعبيرا عن الوحدة الوطنية الهندية أثناء حركة الاستقلال الهندية، وتستمر في التحدث كلغة مشتركة لشعب شبه القارة الهندية الشمالية، والتي تنعكس في المفردات الهندوستانية لأفلام وأغاني بوليوود.
إن المفردات الأساسية للغة مستمدة من براكريتية (سليل السنسكريتية)، مع كلمات دخيلة كبيرة من الفارسية والعربية (عن طريق الفارسية).